# Mauro Zambellini
Mauro Zambellini (...) è un giornalista e scrittore italiano.

## Biografia
Negli anni '70 è stato tra i primi giornalisti italiani a far conoscere la musica rock soprattutto nordamericana in Italia dapprima dalle colonne de Il Mucchio Selvaggio e poi da quelle del Buscadero di cui è tuttora collaboratore.
Nel 1976 Mauro Zambellini è stato tra i fondatori di Radio Varese 100.700, di cui coniò il motto L'unica radio libera dell'occidente occupato . 
Tra il 1988 e il 1990 ha lavorato a Rai Stereonotte diretta da Pierluigi Tabasso, collabora saltuariamente a Radio Popolare da circa vent'anni.
Tra i massimi esperti italiani di rock'n'roll e blues ha pubblicato per la casa editrice Giunti le guide sul rock blues e sul southern rock.
Nel 2008 ha scritto il libro Il tempo è dalla nostra parte - 45 anni con i Rolling Stones, pubblicato da Feltrinelli ed allegato all'edizione speciale del DVD del film girato da Martin Scorsese Shine a Light sulla storia dei Rolling Stones.
Nel 2013 ha pubblicato per Pacini Editore la biografia Love and Emotion. Una storia di Willy DeVille, prima in assoluto dedicata del musicista/autore/cantante/ performer rock americano Willy De Ville.
Lo stesso libro edito da Pacini Editore è stato pubblicato nell'autunno del 2015 in lingua inglese col titolo Love and Emotion. A Story about Willy DeVille.
Nel 2021 per la Shake Edizioni ha pubblicato il libro The Allman Brothers Band-I Ribelli del Southern Rock, trecento pagine dedicate ad una delle migliori e più durature formazioni di rock-blues americano nata nel 1969 e scioltasi nel 2014. La prefazione è stata curata da Marco Denti e la postfazione dal musicista jazz Tiziano Tononi. Sempre per la Shake Edizioni esce nel 2023 il libro Tom Petty-Da Elvis a Dylan e Johnny Cash, un'altra idea di America.L'innocenza del rock'n'roll  scritto in collaborazione con Marco Denti.
- 2001 - Southern Rock (Giunti, collana Atlanti musicali)
- 2003 - Rock Blues (Giunti, collana Atlanti musicali)
- 2008 - Il tempo è dalla nostra parte - 45 anni con i Rolling Stones allegato al DVD  Shine a Light di Martin Scorsese (Feltrinelli)
- 2013 - Love and Emotion. Una storia di Willy De Ville (Pacini Editore)
- 2021- The Allman Brothers Band- I Ribelli del Southern Rock ( Shake Edizioni)
- 2023- Tom Petty-Da Elvis a Dylan e Johnny Cash, Un'altra idea d'America. L'innocenza del rock'n'roll (Shake Edizioni)